# Kindesinteresse
Der Begriff Kindesinteresse nach der Definition der Vereinten Nationen legt grundsätzliche Standards zum Schutz des Kindes fest und betont die Notwendigkeit, dass bei allen Maßnahmen staatlicher und privater Institutionen, die Kinder und Jugendliche betreffen, „das Interesse des Kindes ein vorrangig zu berücksichtigender Gesichtspunkt ist“. Der Begriff des Kindesinteresses fand seinen Ursprung in dem Übereinkommen über die Rechte der Kinder (UN-Kinderrechtskonvention vom 20. November 1989). In der deutschen nicht von der UN autorisierten Fassung wurde der authentische Begriff, z. B. engl. "best interest of the child", span. interés superior del nino mit „Kindeswohl“ wiedergegeben.

## Drei Dimensionen des Kindesinteresses
Das Kindesinteresse beinhaltet drei Dimensionen: 1. Schutz und Fürsorge, 2. Kindeswille und 3. Kinderrechte.
1. Erziehungsberechtigte, d. h. Eltern oder Vormund, haben einen Anspruch darauf, gesetzlich verankerte Rechte in Anspruch zu nehmen; sie müssen aber auch gesetzliche Pflichten einhalten, um durch Schutz und Fürsorge das Wohlergehen des Kindes zu gewährleisten. Der Staat richtet zu diesem Zweck geeignete Gesetzgebungs- und Verwaltungsmaßnahmen ein. Er ist verpflichtet, offensichtliche Verletzungen des Kindesinteresses durch Erziehungsberechtigte zu beobachten und zu registrieren, die Erziehungsberechtigten auf die Rechtswidrigkeit ihres Verhaltens hinzuweisen und ihnen im Notfall das Sorgerecht zu entziehen (= Ausübung des „Wächteramtes des Staates“). Dabei besteht sowohl die Gefahr eines ungerechtfertigten Eingriffs in das Elternrecht als auch des ungenügenden Schutzes eines Kindes vor seinen Sorgeberechtigten.[3] Der Staat ist ein „Ausfallbürge“ für den Fall, dass Sorgeberechtigte ihre Rechte missbrauchen und/oder ihren Pflichten nicht nachkommen, allerdings auch (vor allem als Sozialstaat) eine unter Umständen zur Förderung des Kindesinteresses verpflichtete Instanz.[4]
2. Der von einem Kind geäußerte Wille darf von entscheidungsbefugten Erwachsenen nicht ignoriert werden. Kinder haben ein Recht darauf, aktiv nach ihrem Wohlergehen zu streben. Allerdings gibt der Rechtsstatus der Minderjährigkeit Erwachsenen die Möglichkeit, eine (vollständige) Umsetzung des Kindeswillens in die Praxis unter Berufung auf sein objektives Wohl zu verhindern. In welchem Umfang Partizipationsrechte des Kindes oder Kontrollrechte von Erwachsenen in Konfliktsituationen ausschlaggebend sein sollen, ist umstritten.[5][6] Nicht umstritten ist hingegen der Grundsatz, dass mit zunehmendem Alter und zunehmender Fähigkeit eines Kindes oder eines Jugendlichen, „sich eine eigene Meinung zu bilden“ (Art. 12 UN-Kinderrechtskonvention), dessen Wille stärker bei Entscheidungen berücksichtigt werden muss.
3. Grundlage jeder Diskussion über Kindesinteressen sind die von der UN festgestellten Kinderrechte. Sie sollen das Wohlergehen eines Kindes sichern sowie seiner gesunden Entwicklung dienen. Erforderlich für die Feststellung, was im Einzelfall im Interesse eines bestimmten Kindes liegt, sind sachverhaltsbezogene Abwägungsmaßstäbe.[7] Diese sind allerdings in der Regel so unbestimmt, dass sich große Ermessensspielräume für Erziehungsberechtigte ergeben,[8] so dass der Staat sein Wächteramt zurückhaltend ausüben muss. Denn Kinderrechte sind auch Abwehrrechte gegen Staatsorgane, die ihr Verständnis des Kindesinteresses gegen das der Erziehungsberechtigten durchsetzen wollen.[9]

## Sozialwissenschaftliche Kriterien des Kindesinteresses
Um das Interesse des Kindes sozialwissenschaftlich untersuchen zu können, müssen Dimensionen festgelegt werden, die in den Untersuchungen hinsichtlich des Kindeswohls betrachtet werden. In der Untersuchung "An overview of child well-being in rich countries"  durch das Innocenti Research Centre von 2007 wurden 6 Dimensionen festgelegt, die das Wohl des Kindes beschreiben sollen: material well-being, health and safety, educational well-being, family and peer relationships, behaviour and risks und subjective well-being. Der beschriebene Ansatz geht davon aus, dass „wissenschaftlich“ festgestellt werden könne, ob es einem Kind „gut geht“ oder nicht.
Auch muss zwischen den Adressaten der Kindesinteressen unterschieden werden:
1. den Personensorgeberechtigten (in der Regel den Eltern) als Interessenvertretern des Minderjährigen mit Rechten und Pflichten besonderer Art;
2. dem Staat, vor allem als Instanz, der gegenüber Kinder ihr Recht auf Bildung geltend machen können und Schulkinder ihre Schulpflicht erfüllen müssen, sowie
3. Dritten (allen übrigen Menschen und Instanzen in Gesellschaft und Wirtschaft, die in einer Beziehung zu einem Kind oder einem Jugendlichen stehen).

Matthias Jestaedt grenzt die Begriffe Kindesinteresse, Kindeswillen und Kindeswohl folgendermaßen voneinander ab: „Vom Kindeswohl zu trennen ist der Kindeswille. Während jenes das grundsätzlich von den Eltern festzulegende, wohlverstandene Kindesinteresse markiert, bedeutet dieser das tatsächliche Kindesinteresse. Der Kindeswille ist zwar – als wesentliches Indiz – zur Bestimmung des Kindeswohles heranzuziehen, er ist aber nur insoweit zu berücksichtigen, als er mit dem Kindeswohl vereinbar ist. Mit zunehmender Reife  des  Kindes/Jugendlichen  wächst  die  Bedeutung des  Kindeswillens  –  zunächst  für  die  Bestimmung des Kindeswohles durch die Eltern, sodann für die Ersetzung der elterlichen Bestimmung durch die Selbstbestimmung des Kindes/Jugendlichen.“
Damit widerspricht Jestaedt implizit der These, wonach Bedürfnisse in dem Sinne „objektivierbar“ seien, dass Wissenschaftler durch Forschung herausbekommen können, was ein Kind brauche und was ihm zustehe. So ist z. B. die Frage, ob ein Junge vor dem Hintergrund einer religiösen Tradition beschnitten werden dürfe bzw. müsse, nicht mit den Mitteln der Wissenschaft beantwortbar.
Zu unterscheiden ist zwischen einer „advokatorischen“ und einer „vormundschaftlichen“ Vertretung der Interessen Minderjähriger durch Erwachsene. Es gebe eine „Dichotomie zwischen Kindeswohl und Kindeswillen“, die nicht auflösbar sei. „Im Extremfall kann eine Entscheidung, welche nicht dem derzeitigen Kindeswillen entspricht, dem Kindeswohl insgesamt besser entsprechen [; d]ennoch ist die Berücksichtigung des Kindeswillens Teil des Kindeswohls. Fürsorgliche Nichtberücksichtigung des Kindeswillens muss auch vor dem Kind begründet werden.“
Das vom deutschen Bundesministerium für Familie, Senioren, Frauen und Jugend geförderte Glossar „Durchblick. Informationen zum Jugendschutz“ ermahnt ausdrücklich Personensorgeberechtigte, dass „[d]as in Art. 6 Abs. 2 GG enthaltene Erziehungsrecht der Eltern […] nicht ein »Herrschaftsrecht« über Kinder, sondern ein »dienendes« Recht im Interesse des Kindeswohls“ sei.